# Summanus (mythologie)
Summanus of Summamus (Etruskische mythologie) was de bliksemslingerende nachtgod en god van de nachtelijke dauw. De naam is samengesteld uit sub ("voor") en mane ("morgend"). De Romeinen kenden hem als "Iupitter Sommanus", maar het ging om een oorspronkelijk Etruskische godheid. Hij werd vaak verward met leden van de manes.
Oorspronkelijk had men negen goden die de bliksem uitlokten, maar de Romeinen weerhielden er twee waarvan Jupiter Fulgur die overdag en Summanus die 's nachts beheersten (Plinius maior, Naturalis Historia II 52-53, XXIX 57; Augustinus, de Civ. Dei IV 23.).
Men vierde deze god op 20 juni, dag van de zomerzonnewende. Men offerde twee zwarte schapen en offerde aan het standbeeld van de god twee taarten in de vorm van een wiel die men summanalia noemde, en symbool waren van het zonlicht. Zijn tempel, gebouwd in 278 v.Chr. ten tijde van de oorlog tegen Pyrrhus van Epirus, bevindt zich nabij het Circus Maximus te Rome. In 197 v.Chr., sloeg de bliksem in op de tempel (Cicero, De Divinatione I 10; Livius, Epit. XIV.).! Men vertelde ook dat de bliksem op het fronton van de tempel van Jupiter insloeg op de afbeelding van Summanus en dat diens hoofd werd teruggevonden in de Tiber (Cicero, De Divinatione I 16.).

## Referentie
- Xfigpower, art. Summanus, fr.Wikipedia (2005).